# Treat Me Like a Woman
A Treat Me Like a Woman című dal a brit énekes-dalszerző Lisa Stansfield második kimásolt kislemeze a The Moment című 6. stúdióalbumról. A dalt Kara Dio Guardi, George Hammon-Hagam, John Hammond-Hagan és Layla Manoochehri írta. A producer Trevor Horn volt.
A dal pozitív visszajelzést kapott a kritikusoktól. A dal dupla A oldalas kislemezen jelent meg az Egyesült Királyságban az Easier című dallal együtt. A ZTT Records a megjelenést október 4-re tervezte, azonban az utolsó pillanatban visszavonták. Később a dal Európában 2005. február 14-én jelent meg. A dal 36. volt Ausztriában, és 43. Németországban. A dal as 9. helyezést érte el a német ARD rádióban, ahol a leggyakrabban játszott brit dal volt. A dalhoz készült videót Kevin Godley rendezte. A klip a "The Moment" kibővített kiadásán is megtalálható, mely 2005-ben jelent meg.

## Számlista
UK CD single
1. "Easier" – 4:38
2. "Treat Me Like a Woman" – 4:00
3. "Big Thing" (Redux) – 5:25

Európai CD single
1. "Treat Me Like a Woman" – 4:00
2. "Easier" – 4:37
3. "Love Without a Name" – 3:59

## Slágerlista
| Slágerlista (2005)               | Legjobb helyezés |
| -------------------------------- | ---------------- |
| Ausztria (Ö3 Austria Top 40)     | 36               |
| Germany (Official German Charts) | 43               |
| Magyarország (Rádiós Top 40)     | 33               |